# فهرست دانشمندان و فیلسوفان یهودی
| بخش از مجموعه                                                                          |
| یهودیت                                                                                 |
| Star of David · Ten Commandments · Menorah                                             |
| رده:یهودیت                                                                             |
| یهود · یهودیت · اسباط                                                                  |
| ارتودوکس                                                                               |
| حریدی · حسیدی · ارتودوکس مدرن                                                          |
| فلسفه یهودی                                                                            |
| اصول دین · منیان · کابالا                                                              |
| قوانین نوح · خدا · آخرت · مسیح در یهودیت                                               |
| یهودیان به عنوان قوم برگزیده · هولوکاست · هلاخا · کشروت· ده فرمان                      |
| صنیوت · صدکه · اخلاق · جنبش مسار                                                       |
| متون دینی                                                                              |
| تورات · تنخ · تلمود · میدراش · توسفتا                                                  |
| آثار حاخامی · هاگادا · میشنا· باریتا                                                   |
| تور · شولحان عاروخ ·                                                                   |
| حماش · سیدور · زوهار ·                                                                 |
| شهرهای مقدس                                                                            |
| اورشلیم · صفد · حبرون · طبریه                                                          |
| شخصیت‌های مهم                                                                           |
| ابراهیم · اسحق · یعقوب                                                                 |
| ساره · ربه‌کا · راحیل · لیه                                                             |
| موسی · دبوره · روت · داوود · سلیمان                                                    |
| الیاس · هیلل · شمای · یهودا هناسی                                                      |
| سعادیا گائون · راشی · اسحاق الفاسی · ابن عزرا · توسفتانویسان                           |
| یوسف آلبو · یوسف قارو · آشر بن یهیئل                                                   |
| بعل شم طوو · موسی بن میمون · فیلون اسکندرانی                                           |
| اوادیا یوسف · موشه بن نحمان · موشه فینشتاین · العازر شاخ                               |
| زندگی یهودی                                                                            |
| بریت · بنای مصوا · ازدواج                                                              |
| نیدا· عزاداری                                                                          |
| نقش‌های مذهبی                                                                           |
| حاخام · ربی                                                                            |
| کاهن یهودی ·                                                                           |
| دیان · روش یشیوا                                                                       |
| ساختمان‌های مذهبی                                                                       |
| کنیسه · میکوه · هیکل سلیمان / خیمه‌گاه                                                  |
| مقالات مذهبی                                                                           |
| شبات · تفیلین · زنان · سفر تورات· بدکن· قربانی                                         |
| ستاره داوود · منوره · شوفار                                                            |
| اربعه مینیم                                                                            |
| نماز                                                                                   |
| نماز · شماع · عمیده ·                                                                  |
| قدیش ·هولده                                                                            |
| یهودیت و دیگر ادیان                                                                    |
| مسیحیت · اسلام ·                                                                       |
| ادیان ابراهیمی · تکثرگرایی                                                             |
| مورمونیسم · "یهودی مسیحی" · دیگران                                                     |
| مطالب وابسته                                                                           |
| نقد یهودیت · یهودستیزی                                                                 |
| یهوددوستی · یشیوا· صهیونیسم· یهودیان آمریکا· فهرست دانشمندان و فیلسوفان یهودی · کوربان |
| ن ب و                                                                                  |

فهرست زیر دربرگیرنده نام دانشمندان و فیلسوفانی است که از پدر و مادر یهودی به دنیا آمده‌اند:
- آلبرت اینشتین
- کارل مارکس
- زیگموند فروید
- نوآم چامسکی
- لیان لدرمن
- ادوارد ویتن
- فلیکس بلاک
- ولفگانگ پاولی
- آبراهام مزلو
- امیل دورکیم
- رابرت اوپنهایمر